# 29. ceremonia wręczenia Independent Spirit Awards
29. ceremonia wręczenia niezależnych nagród Independent Spirit Awards za rok 2013, odbyła się 1 marca 2014. Ceremonię wręczenia nagród poprowadził Patton Oswalt.
Nominacje do nagród zostały ogłoszone 26 listopada 2013 roku przez prezydenta Fundacji Film Independent Josha Welsha oraz aktorki Octavię Spencer i Paulę Patton.

## Laureaci i nominowani
Laureaci nagród wyróżnieni są wytłuszczeniem

### Najlepszy film niezależny
- Dede Gardner, Anthony Katagas, Jeremy Kleiner, Steve McQueen, Arnon Milchan, Brad Pitt i Bill Pohlad − Zniewolony
  - Neal Dodson i Anna Gerb − Wszystko stracone
  - Noah Baumbach, Scott Rudin, Rodrigo Teixeira i Lila Yacoub − Frances Ha
  - Joel Coen, Ethan Coen i Scott Rudin − Co jest grane, Davis?
  - Albert Berger i Ron Yerxa − Nebraska

### Najlepszy film zagraniczny
- Życie Adeli, reż. Abdellatif Kechiche
  -  Gloria, reż. Sebastián Lelio
  -  Wielkie piękno, reż. Paolo Sorrentino
  -  Polowanie, reż. Thomas Vinterberg
  -  Dotyk grzechu, reż. Jia Zhangke

### Najlepszy reżyser
- Steve McQueen − Zniewolony
  - Shane Carruth − Upstream Color
  - J.C. Chandor − Wszystko stracone
  - Jeff Nichols − Uciekinier
  - Alexander Payne − Nebraska

### Najlepszy scenariusz
- John Ridley − Zniewolony
  - Woody Allen − Blue Jasmine
  - Julie Delpy, Ethan Hawke i Richard Linklater − Przed północą
  - Nicole Holofcener − Ani słowa więcej
  - Scott Neustadter i Michael H. Weber − Cudowne tu i teraz

### Najlepsza główna rola żeńska
- Cate Blanchett − Blue Jasmine
  - Julie Delpy − Przed północą
  - Gaby Hoffmann − Kryształowa wróżka
  - Brie Larson − Przechowalnia numer 12
  - Shailene Woodley − Cudowne tu i teraz

### Najlepsza główna rola męska
- Matthew McConaughey − Witaj w klubie
  - Bruce Dern − Nebraska
  - Chiwetel Ejiofor − Zniewolony
  - Oscar Isaac − Co jest grane, Davis?
  - Michael B. Jordan − Fruitvale
  - Robert Redford − Wszystko stracone

### Najlepsza drugoplanowa rola żeńska
- Lupita Nyong’o − Zniewolony
  - Melonie Diaz − Fruitvale
  - Sally Hawkins − Blue Jasmine
  - Yolonda Ross − Go For Sisters
  - June Squibb − Nebraska

### Najlepsza drugoplanowa rola męska
- Jared Leto − Witaj w klubie
  - Michael Fassbender − Zniewolony
  - Will Forte − Nebraska
  - James Gandolfini − Ani słowa więcej
  - LaKeith Stanfield − Przechowalnia numer 12

### Najlepszy debiut
(Nagroda dla reżysera i producenta)

Reżyser / Producent − Tytuł filmu
- Ryan Coogler / Nina Yang Bongiovi i Forest Whitaker − Fruitvale
  - Alexandre Moors / Kim Jackson, Brian O’Carroll, Isen Robbins, Will Rowbotham, Ron Simons, Aimee Schoof i Stephen Tedeschi − Niebieski caprice
  - Stacie Passon / Rose Troche − Wstrząs
  - Lucy Mulloy / Sandy Pérez Aguila, Maite Artieda, Daniel Mulloy i Yunior Santiago − Noc
  - Haifaa al-Mansour / Gerhard Meixner i Roman Paul − Dziewczynka w trampkach

### Najlepszy debiutancki scenariusz
- Bob Nelson − Nebraska
  - Lake Bell − Własnym głosem
  - Joseph Gordon-Levitt − Don Jon
  - Jill Soloway − Popołudniowa igraszka
  - Mike Starrbury − The Inevitable Defeat of Mister and Pete

### Najlepsze zdjęcia
- Sean Bobbitt − Zniewolony
  - Benoit Debie − Spring Breakers
  - Bruno Delbonnel − Co jest grane, Davis?
  - Frank G. DeMarco − Wszystko stracone
  - Matthias Grunsky − Computer Chess

### Najlepszy dokument
(Nagroda dla reżysera i producenta)

Reżyser / Producent − Tytuł filmu
- Morgan Neville / Gil Friesen i Caitrin Rogers − O krok od sławy
- Martha Shane i Lana Wilson − W ślady Tillera
- Dawn Porter / Julie Goldman − Armia Gideona
- Joshua Oppenheimer / Joram Ten Brink, Christine Cynn, Anne Köhncke, Signe Byrge Sørensen i Michael Uwemedimo − Scena zbrodni
- Jehane Noujaim / Karim Amer − Plac

### Nagroda Johna Cassavetesa
(przyznawana filmowi zrealizowanemu za mniej niż pięćset tysięcy dolarów)

Reżyser / Scenarzysta / Producent − Tytuł filmu
- Chad Hartigan / Cherie Saulter − Oto Martin Bonner
  - Andrew Bujalski / Houston King] i Alex Lipschultz − Computer Chess
  - Sebastián Silva / Juan de Dios Larraín i Pablo Larraín − Kryształowa wróżka
  - Jem Cohen / Paolo Calamita i Gabriele Kranzelbinder − Godziny otwarcia
  - Yen Tan / David Lowery / Jonathan Duffy, James M. Johnston, Eric Steele i Kelly Williams − Pit Stop

### Nagroda Roberta Altmana
(dla reżysera, reżysera castingu i zespołu aktorskiego)
- Uciekinier

Reżyser: Jeff Nichols
Reżyser castingu: Francine Maisler
Obsada: Joe Don Baker, Jacob Lofland, Matthew McConaughey, Ray McKinnon, Sarah Paulson, Michael Shannon, Sam Shepard, Tye Sheridan, Paul Sparks, Bonnie Sturdivant i Reese Witherspoon

### Nagroda producentów „Piaget”
(17. rozdanie nagrody producentów dla wschodzących producentów, którzy, pomimo bardzo ograniczonych zasobów, wykazali kreatywność, wytrwałość i wizję niezbędną do produkcji niezależnych filmów wysokiej jakości.
Nagroda obejmuje 25,000 dolarów ufundowanych przez sponsora Piaget)
- Toby Halbrooks i James M. Johnston
- Jacob Jaffke
- Andrea Roa
- Frederick Thornton

### Nagroda „Ktoś do pilnowania”
(20. rozdanie nagrody „Ktoś do pilnowania”; nagroda przyznana zostaje utalentowanemu reżyserowi z wizją, który nie otrzymał jeszcze odpowiedniego uznania. Nagroda obejmuje 25.000 dolarów)

(Reżyser − Film)
- Aaron Douglas Johnston − My Sister's Quinceanera
- Shaka King − Newlyweeds
- Madeline Olnek − The Foxy Merkins

### Nagroda „Prawdziwsze od fikcji”
(19. rozdanie nagrody „Prawdziwsze od fikji”; nagroda przyznana została wschodzącemu reżyserowi filmu non-fiction, który jeszcze nie otrzymał uznania. Nagroda obejmuje 25.000 dolarów)

(Reżyser − Film)
- Kalyanne Mam − Zmienić bieg rzeki
- Jason Osder − Niech płonie ogień
- Stephanie Spray i Pacho Valez − Manakamana